# Die letzte Chance (1958)
Die letzte Chance (Original: La mina) ist ein italienischer Abenteuerfilm aus dem Jahr 1957, dessen Premiere in Italien auf Januar 1958 verschoben wurde. In der DDR lief der Film am 23. Oktober 1959 in den Kinos an.

## Inhalt
Eine Bewohnerin eines Stranddorfes verliebt sich in einen Fremden, der sich um ihre Liebe mit einem heißblütigen und jähzornigen Einheimischen auseinandersetzen muss. Unterdessen bringt das verbotene Dynamitfischen eines anderen Dorfbewohners Unglück über die in diesem lebenden Leute. Die Liebe der beiden kann die Tragödie nicht verhindern: Ein Mann wird vom Dynamit zerfetzt.

## Kritik
„Trotz der melodramatischen Teile gefällt La mina durch die flüssig inszenierte Aktion.“

„Oberflächliche Unterhaltung in einem künstlerisch unbedeutenden Film.“

„Unter den tausend Fehlern des Films ist auch der, eine pseudosoziale Prüderie anzubieten, in unbeholfener, dafür manierierter Inszenierung“